# Leptosphaeria libanotis
Leptosphaeria libanotis är en svampart som först beskrevs av Karl Wilhelm Gottlieb Leopold Fuckel, och fick sitt nu gällande namn av Gustav Niessl von Mayendorf 1876. Leptosphaeria libanotis ingår i släktet Leptosphaeria och familjen Leptosphaeriaceae.   Inga underarter finns listade i Catalogue of Life.
I den svenska databasen Dyntaxa används istället namnet Leptosphaeria libanotidis för samma taxon.  Arten är reproducerande i Sverige.
Leptosphaeria libanotis orsakar rötfläckssjuka hos morötter.